# Palle Raunkjær
Palle Peder Raunkjær (født 4. januar 1886 i Strellev, død 5. maj 1980 i Gentofte) var en dansk litteraturhistoriker, forlagsdirektør.
Han var bl.a. i 1922–25 udgiver af Det Danske Sprog- og Litteraturselskab udgave af Emil Aarestrups samlede skrifter i 5 bind (sammen med Hans Brix), var leder af Schultz Forlag i 1925-38 og redaktør på Salmonsens Konversationsleksikon (sammen med Johannes Brøndum-Nielsen), og var desuden direktør på Det danske Forlag i 1941-53, hvor han bl.a. udgav Raunkjærs Konversationsleksikon i 12 bind.